# 亞瓜龍
亞瓜龍是巴西南大河州的一个市镇。总面积2054.39平方公里，总人口27944人，人口密度13.6人/平方公里。